# کتاب داستان‌های گم‌شده
کتاب داستان‌های گم‌شده (انگلیسی: The Book of Lost Tales) مجموعه‌ای از داستان‌های اولیه نویسندهٔ انگلیسی جی. آر. آر. تالکین است که به عنوان دو جلد اول از مجموعه ۱۲ جلدی کریستوفر تالکین با عنوان تاریخ سرزمین میانه منتشر شده‌است.
اثر "داستان‌های گمشده" ترجمه کتاب "The Book of Lost Tales"می‌باشد در اولین بار در دهه ۱۹۲۰ توسط جی.آر.آر. تالکین، نویسنده معروف، منتشر شد. این مجموعه شامل پانزده داستان فانتزی است که بعدها منبع ایده و ساخت رمان‌های مشهوری نظیر "سیلماریلیون" و "ارباب حلقه‌ها" بوده‌است.
داستان‌های این مجموعه دارای موضوعات فانتزی مانند موجودات غیرواقعی و تخیلی، جادوگران، افسانه‌ها می‌باشد.

## چکیده
همان‌طور که پیش از این گفته شد کتاب «داستان‌های گمشده» مجموعه‌ای از داستان‌های فانتزی در دنیایی تخیلی است که در این داستان‌ها، موجودات فانتزی مانند ابرقهرمان‌ها، جادوگران و افسانه‌ها؛ نقش اصلی را ایفا می‌کنند.
کتاب «داستان‌های گمشده» شامل دو بخش زیر است:
۱) بخش اول: داستان‌هایی من‌باب تاریخ میان‌زمین که در سال ۱۹۸۳ منتشر شد.
۲) بخش دوم: داستان‌هایی که تالکین در پایان دههٔ ۱۹۱۰ و اوایل دههٔ ۱۹۲۰ نوشته و در سال ۲۰۰۲ منتشر کرده‌است.
داستان‌های «داستان‌های گمشده» شامل داستان‌هایی دربارهٔ شخصیت‌های مثل الف‌لث و تورین، خواهران نولدو، ناگین و موجودات دیگری همچون گل‌های شمال، گاه‌شمار، فین‌گلین، کرابوگز و موردهای دیگر است. در این داستان‌ها، تالکین دنیای خیالی خود را به تصویر می‌کشد و خواننده را به دنیای تخیلی جادو، جنگ و مهیجی‌های فانتزی دعوت می‌کند.
کتاب «داستان‌های گمشده»، یکی از مهم‌ترین منابع برای درک دنیای خیالی «تاریخ میان‌زمین» و زندگی و آثار جی.آر.آر. تالکین است که جزو داستان‌های تخیلی حائز اهمیت محسوب می‌شود و به علاقه‌مندان این حوزه؛ این کتاب حتماً پیشنهاد می‌شود.

## ترجمه و نشر
کتاب "The Book of Lost Tales" با عنوان "داستان‌های گمشده"، توسط آقای یحیی پورگلستانه در سال ۱۳۸۷ توسط انتشارات نگاه منتشر شده‌است. این کتاب شامل دو جلد است که در هر جلد، داستان‌های مربوط به دوران اولیهٔ تاریخ میان‌زمین را شامل می‌شود. هر دو جلد توسط آقای یحیی پورگلستانه ترجمه و قابل خریداری می‌باشد.
البته به دلیل قدیمی بودن و چاپ مجدد نشدن این کتاب، نسخه‌های کمی از ان در بازار وجود دارد اما کتاب نایابی نیست.

## دربارهٔ نویسنده

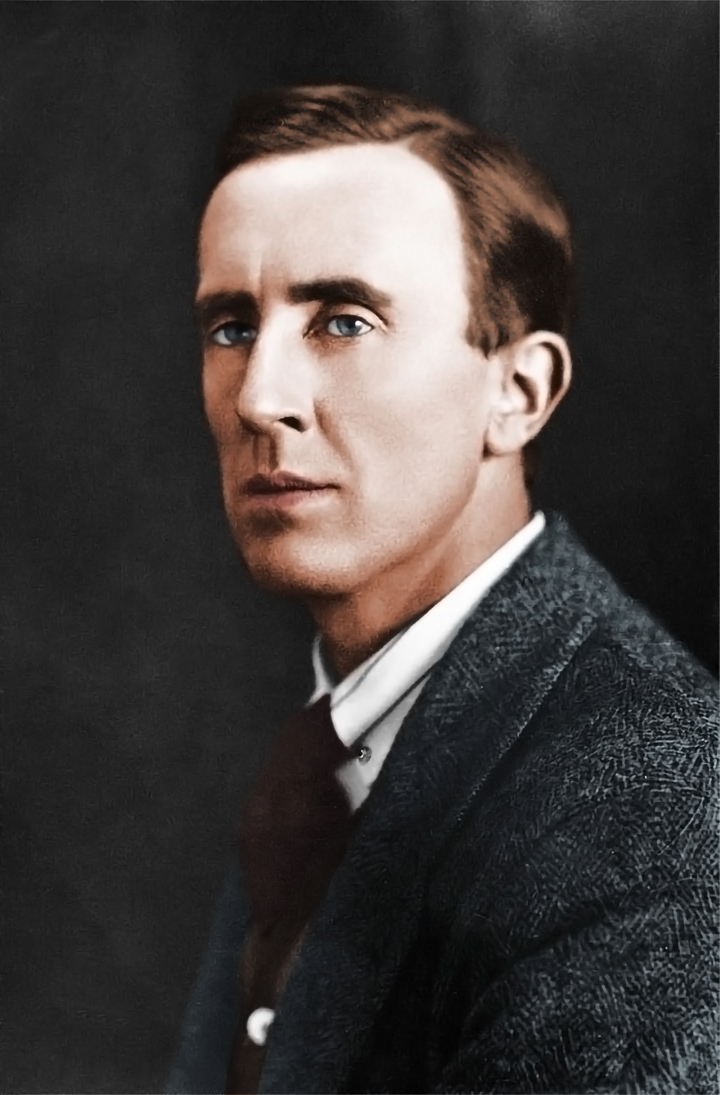

جی. آر. آر. تالکین (J. R. R. Tolkien)، با نام کامل جان رونالد روئل تالکین، نویسنده و زبان‌شناس بریتانیایی است که به دلیل نوشتن مجموعه‌کتاب‌های فانتزی «ارباب حلقه‌ها» و کتاب «هابیت» شناخته می‌شود. او یکی از مهم‌ترین نویسندگان فانتزی معاصر است که قالبی برای فانتزی‌نویسان بعد از خود ایجاد کرد. اکثر طرفداران داستان‌های فانتزی او را به عنوان یک نویسنده مهم در این حوزه یاد می‌کنند.
جی.آر.آر. تالکین بیش از ۲۵ کتاب و مجموعهٔ دیگری در حوزه‌های مختلف از جمله فانتزی، شعر، زبان‌شناسی و نمایشنامه نویسی نوشته‌است. برخی از مهم‌ترین کتاب‌های او عبارت‌اند از:
- سیلماریلیون (The Silmarillion)
- ارباب حلقه‌ها (The Lord of the Rings)
- هابیت (The Hobbit)
- تاریخ میان‌زمین (The History of Middle-earth)
- زبان شمشیر (The Sword's Path)
- فریاد از تبعید (The Lays of Beleriand)